# Aeroporto de Alto Garças
O Aeroporto Alto Garças é um aeródromo de pequeno porte, que serve o município de mesmo nome. Situa-se na região sul do Estado de Mato Grosso, distante cerca de 358 km da capital.
Está situado a 3km da área urbana, podendo ser acessado pela Rodovia Presidente Juscelino Kubitschek de Oliveira (BR-364). A região em que o aeroporto se encontra é plana, com leves ondulações, e o uso do solo em seu entorno é predominantemente rural.
A expansão do aeroporto é limitada devido a restrições: no sentido do prolongamento da cabeceira 25, a existência da via de acesso ao município; na lateral esquerda, a existência de instalações industriais e a presença de uma via vicinal e, no sentido do prolongamento da cabeceira 07, uma via vicinal e a declividade do terreno.

## Características
- Latitude: 16º 55' 18" S
- Longitude: 53º 32' 32" W
- Piso: B
- Sinalização: S
- Pista com balizamento noturno
- Contato: Rodovia BR-364, km.62 - Alto Garças - Fone: (66) 3471-3900
- Distância Aérea: Cuiabá 312 km; Brasília 611 km; São Paulo 1027 km; Porto Alegre 1473 km.